# Dumbarton FC
Dumbarton FC är en skotsk fotbollsklubb, som för närvarande spelar i den fjärde högsta divisionen, Scottish Third Division. Hemmamatcherna spelas på Strathclyde Homes Stadium, en arena som tar 2 025 åskådare och som ligger mycket vackert vid foten av Dumbarton Rock.

## Historia
Klubben bildades 1872 och hade en storhetstid på 1880-talet och början på 1890-talet. Klubben vann de allra första två skotska ligatitlarna, 1890/1891 och 1891/1892, den första delade de med Rangers FC, hade dock målskillnad avgjort titeln på den tiden hade Dumbarton varit ensamma mästare. De vann även den skotska cupen 1883 och hade ytterligare fem finalförluster mellan 1881 och 1897. Lagets senaste framträdande i den högsta divisionen var 1984-85.

## Svenska spelare
| Namn         | Årtal | Matcher | Mål |
| ------------ | ----- | ------- | --- |
| Robert Prytz | 1997  | 3       | 0   |

Notera att endast ligamatcher är medräknade